# Kendra Clarke
Kendra Clarke, född 16 november 1996, är en friidrottare från Kanada. Hon deltog vid olympiska sommarspelen 2016.